# Лидер оппозиции (Таиланд)
Лидер оппозиции (тайск. ผู้นำฝ่ายค้านในสภาผู้แทนราษฎร, дословно Лидер оппозиции в Палате представителей) —  политический деятель, который возглавляет главную оппозиционную политическую партию в Палате представителей, не входящую в состав правительства.

## Положения должности
Следуя парламентской системе вестминстерского стиля, с 1975 года в Таиланде есть официальный лидер оппозиции. В соответствии с Конституцией 2007 года лидер оппозиции получил официальную роль в политической системе Таиланда. Конституция предусматривает, что лидер оппозиции должен быть избран после вступления в должность премьер-министра и кабинета министров.
Чтобы быть выдвинутым в качестве кандидата, необходимо быть лидером крупнейшей политической партии, ни один член которой не занимает министерские должности. Также партия должна занимать более одной пятой (96 мест) мест в Палате представителей (480 мест). Если ни один кандидат не соответствует этому критерию, то будет выбран лидер партии, набравшей наибольшее количество голосов, и члены которой не занимают министерские должности. Затем назначение оформляется королём.
Лидер оппозиции также имеет другие роли, помимо руководства теневым кабинетом. Он также по должности является членом нескольких отборочных комиссий: судей Конституционного суда, уполномоченных по выборам, омбудсменов и уполномоченных Национальной антикоррупционной комиссии и членов Государственной ревизионной комиссии.

## Список оппозиционных лидеров
| Лидер оппозиции | Лидер оппозиции  | Лидер оппозиции                      | В должности         | В должности       | Партия                  | Источник |
| №               | Портрет          | Имя (Годы жизни)                     | Вступил в должность | Покинул должность | Партия                  | Источник |
| --------------- | ---------------- | ------------------------------------ | ------------------- | ----------------- | ----------------------- | -------- |
| 1               |                  | Сени Прамот (1905 – 1997)            | 22 марта 1975       | 12 января 1976    | Демократическая партия  | [ 1 ]    |
| 2               |                  | Прамарн Адирексарн (1913 – 2010)     | 24 апреля 1983      | 1 мая 1986        | Тайская народная партия | [ 2 ]    |
| 3               |                  | Чавалит Йонгчайют (род. 1932)        | 15 мая 1992         | 16 июня 1992      | Партия новой надежды    | [ 3 ]    |
| (2)             |                  | Прамарн Адирексарн (1913 – 2010)     | 30 октября 1992     | 7 мая 1994        | Тайская народная партия | [ 4 ]    |
| 4               |                  | Банхан Синлапа-ача (1932 – 2016)     | 27 мая 1994         | 19 мая 1995       | Тайская народная партия | [ 5 ]    |
| 5               |                  | Чуан Ликпай (род. 1938)              | 4 августа 1995      | 27 сентября 1996  | Демократическая партия  | [ 6 ]    |
| 5               | 21 декабря 1996  | Чуан Ликпай (род. 1938)              | 8 ноября 1997       | [ 7 ]             | Демократическая партия  |          |
| (3)             |                  | Чавалит Йонгчайют (род. 1932)        | 26 ноября 1997      | 2 июня 1998       | Партия новой надежды    | [ 8 ]    |
| (3)             | 2 сентября 1998  | Чавалит Йонгчайют (род. 1932)        | 27 апреля 1999      | [ 9 ]             | Партия новой надежды    |          |
| (3)             | 12 мая 1999      | Чавалит Йонгчайют (род. 1932)        | 30 апреля 2000      | [ 10 ]            | Партия новой надежды    |          |
| (5)             |                  | Чуан Ликпай (род. 1938)              | 11 марта 2001       | 3 мая 2003        | Демократическая партия  | [ 11 ]   |
| 6               |                  | Банят Бантадтан (род. 1942)          | 23 мая 2003         | 5 января 2005     | Демократическая партия  | [ 12 ]   |
| 7               |                  | Апхисит Ветчачива (род. 1964)        | 23 апреля 2005      | 24 февраля 2006   | Демократическая партия  | [ 13 ]   |
| 7               | 27 февраля 2008  | Апхисит Ветчачива (род. 1964)        | 17 декабря 2008     | [ 14 ]            | Демократическая партия  |          |
| 7               | 16 сентября 2011 | Апхисит Ветчачива (род. 1964)        | 8 декабря 2013      | [ 15 ]            | Демократическая партия  |          |
| 8               |                  | Сомпонг Аморнвиват (род. 1941)       | 17 августа 2019     | 26 сентября 2020  | Пхыа Тхаи               | [ 16 ]   |
| 8               | 6 декабря 2020   | Сомпонг Аморнвиват (род. 1941)       | 28 октября 2021     | [ 17 ]            | Пхыа Тхаи               |          |
| 9               |                  | Чолнан Шрикаев (род. 1961)           | 23 декабря 2021     | 20 марта 2023     | Пхыа Тхаи               | [ 18 ]   |
| 10              |                  | Чайтават Тулатон (род. 1978)         | 17 декабря 2023     | 7 августа 2024    | Движение вперёд         | [ 19 ]   |
| 11              |                  | Наттхапхонг Руенгпанявут (род. 1987) | 25 сентября 2024    | в должности       | Народная партия         | [ 20 ]   |